# Јасногорск
Јасногорск (рус. Ясногорск) град је у Русији у Тулској области. Према попису становништва из 2010. у граду је живело 16795 становника.

## Становништво
| 1959.  | 1970.  | 1979.  | 1989.  | 2002.  | 2010.  |
| ------ | ------ | ------ | ------ | ------ | ------ |
| 12.520 | 18.482 | 20.957 | 21.292 | 18.588 | 16.795 |